# Championnat du Koweït de football 2015-2016
Navigation
Saison précédente Saison suivante
La saison 2015-2016 du Championnat du Koweït de football est la cinquante-quatrième édition du championnat de première division au Koweït. La Premier League regroupe les quatorze meilleurs clubs du pays, regroupés au sein d'une poule unique où ils s'affrontent deux fois au cours de la saison, à domicile et à l'extérieur. À l'issue du championnat, il n'y a pas de relégation et les deux meilleurs clubs de deuxième division sont promus.
C'est le club de Qadsia SC qui est sacré champion du Koweït cette saison après avoir terminé en tête du classement final, avec huit points d'avance sur Al-Salmiya SC et douze sur le tenant du titre, Koweït SC. Il s'agit du dix-septième titre de champion de l'histoire du club.

## Les clubs participants
- Al Arabi Sporting Club
- Al Fehayheel
- Al-Jahra
- Koweït SC
- Al Nasr Koweït
- Qadsia Sporting Club
- Al-Sahel SC
- Al-Salmiya SC
- Al-Shabab Koweït
- Al-Salibikhaet SC
- Al Tadamon Farwaniya
- Kazma Sporting Club
- Khaitan SC
- Al Yarmouk

## Compétition

### Classement
Le barème utilisé pour établir le classement est le suivant :
- Victoire : 3 points
- Match nul : 1 point
- Défaite : 0 point

| Rang | Équipe                 | Pts | J  | G  | N | P  | Bp | Bc | Diff |
| ---- | ---------------------- | --- | -- | -- | - | -- | -- | -- | ---- |
| 1    | Qadsia Sporting Club   | 62  | 24 | 20 | 2 | 2  | 75 | 12 | +63  |
| 2    | Al-Salmiya SC          | 60  | 24 | 19 | 3 | 2  | 52 | 19 | +33  |
| 3    | Koweït SC'T'C          | 56  | 24 | 17 | 5 | 2  | 52 | 19 | +33  |
| 4    | Kazma Sporting Club    | 44  | 24 | 12 | 8 | 4  | 55 | 32 | +23  |
| 5    | Al Arabi Sporting Club | 36  | 24 | 10 | 6 | 8  | 49 | 31 | +18  |
| 6    | Khaitan SC             | 30  | 24 | 9  | 3 | 12 | 28 | 46 | -18  |
| 7    | Al Fehayheel           | 27  | 24 | 6  | 9 | 9  | 29 | 39 | -10  |
| 8    | Al-Sahel SC            | 27  | 24 | 7  | 6 | 11 | 22 | 41 | -19  |
| 9    | Al-Jahra               | 27  | 24 | 8  | 3 | 13 | 31 | 54 | -23  |
| 10   | Al-Salibikhaet SC      | 24  | 24 | 6  | 6 | 12 | 28 | 46 | -18  |
| 11   | Al-Shabab Koweït       | 24  | 24 | 7  | 3 | 14 | 24 | 49 | -25  |
| 12   | Al Yarmouk             | 13  | 24 | 3  | 4 | 17 | 22 | 46 | -24  |
| 13   | Al Nasr Koweït         | 7   | 24 | 1  | 4 | 19 | 13 | 55 | -42  |
|      | Al Tadamon Farwaniya   |     |    |    |   |    |    |    |      |

| Légende : Qualifications et relégations | Légende : Qualifications et relégations                           |
| --------------------------------------- | ----------------------------------------------------------------- |
|                                         | Champion du Koweït 2015-2016                                      |
|                                         | T : Tenant du titre 2014-2015 C : Vainqueur de la Coupe du Koweït |

- Al Tadamon Farwaniya subit une banqueroute et ne prend pas part au championnat cette saison. La fédération du Koweït est suspendue par la FIFA au moment de l'inscription des clubs en compétition continentale, ce qui prive les clubs koweïtiens de participation aux Coupes d'Asie.

## Bilan de la saison
| Championnat du Koweït de football 2015-2016 |                                  |
| Champion                                    | Qadsia Sporting Club (17e titre) |
| Coupes et trophées                          |                                  |
| Vainqueur de la Coupe du Koweït 2015-2016   | Koweït SC                        |
| Qualifications continentales                |                                  |
| Ligue des champions de l'AFC 2017           | Aucun                            |
| Coupe de l'AFC 2017                         | Aucun                            |
| Promotions et relégations                   |                                  |
| Promus en Premier League                    | Al Tadamon Farwaniya             |
| Promus en Premier League                    | Burgan SC                        |
| Relégués en First Division                  | Aucun                            |